# Barbra Ring

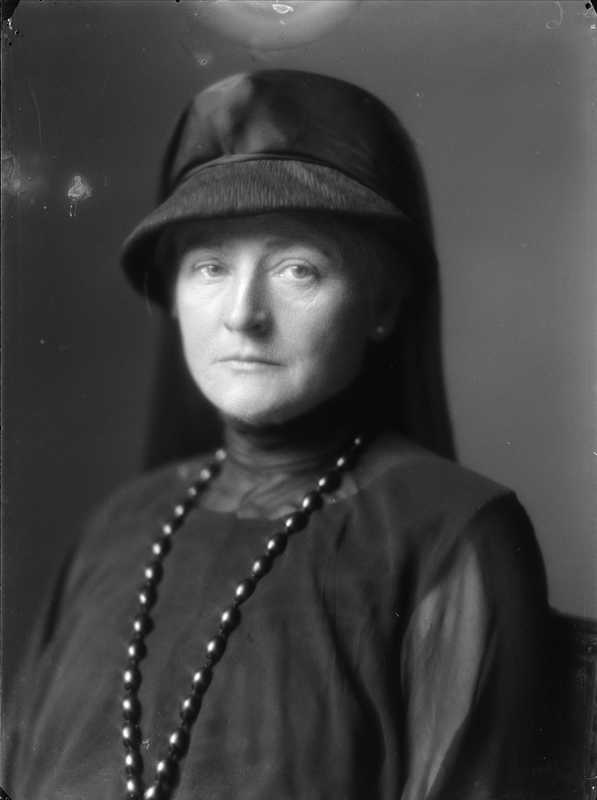
Barbra Ring fotografiert von Ernest Rude, 1920, kurz nach dem Tod ihres Mannes Oberst Ragnar Rosenquist.

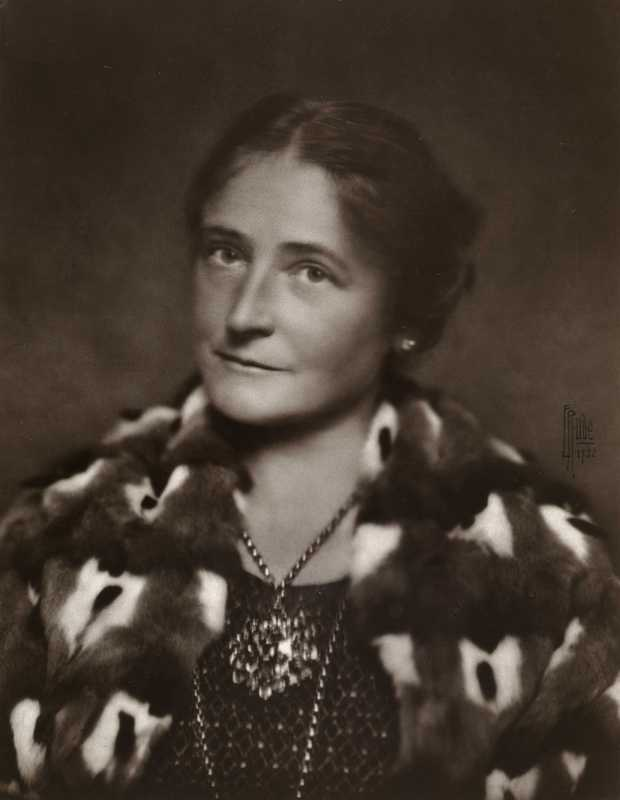
Barbra Ring fotografiert von Ernest Rude, 1922.

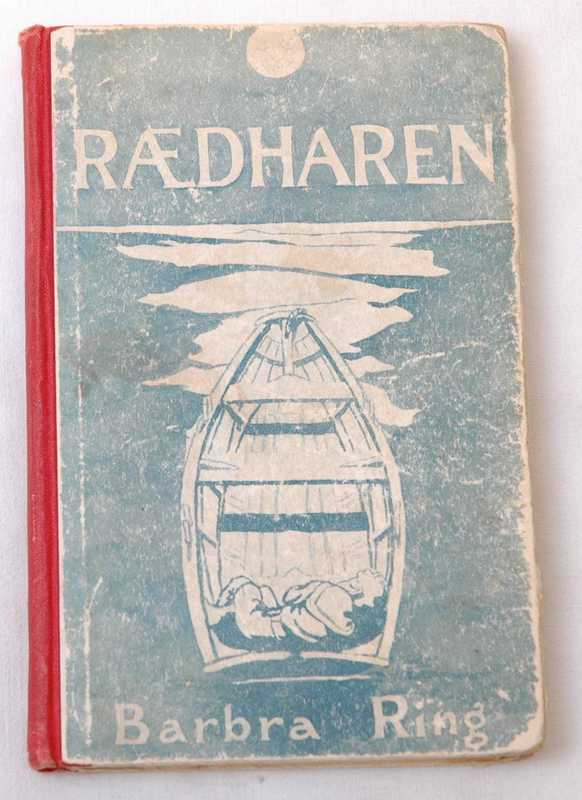
Rædharen von Barbra Ring. Herausgegeben der Mallingske bogtrykkeri, Kristiania (1913). Das Buch befindet sich im Besitz der Sammlung des Hadeland Folkemuseums.

Barbra Mathilde Ring (* 4. Juli 1870 in Drammen; † 16. Mai 1955 in Oslo) war eine norwegische Schriftstellerin und Literaturkritikerin.

## Leben
Barbra Ring wurde am 4. Juli 1870 in Drammen in der Provinz Buskerud in Norwegen als Tochter von Ole Ring und Thora Augusta Ravn geboren. Sie war die Enkelin von Jens Ring (1815–1874). Barbara Ring lebte in ihrer frühen Kindheit im Haupthaus von Schloss Ringstabekk, bis die Familie das Anwesen aus wirtschaftlichen Gründen verkaufen musste. Benannt wurde der Ort nach ihrem Großvater Jens Ring (ursprünglich Øvre Stabæk, bzw. Ober-Stabekk), dem Besitzer eines örtlichen Großbauernhofes und Erbauer des Schloss Ringstabekk. Schloss Ringstabekk war bis Mitte der 1870er Jahre, Jens Ring starb 1874, gesellschaftlich-kultureller Mittelpunkt der aufstrebenden bürgerlichen Gesellschaft in der Region. Barbra Ring war in erster Ehe mit dem Grossisten Thorvald August Kirsebom verheiratet; die Ehe wurde 1902 geschieden. 1917 heiratete sie den Generalfeldzeugmeister Ragnar Rosenquist.
Nach dem Abschluss der Mittelschule arbeitete sie anfangs als Bibliothekarin, später als Theater- und Literaturkritikerin für verschiedene norwegische Zeitungen. Sie schrieb ab 1904 Bücher für Kinder und junge Mädchen, später auch Romane für Erwachsene. Insbesondere ihre frühen Werke (die Feldmausbücher, wie Peik, Petra und Anne Karine Corvin) sind Backfischromane. Ihre Werke, die in Norwegen im Aschehoug forlag erschienen, wurden in mehrere Sprachen übersetzt. Sie war Vorstandsmitglied des Norsk Presseforbund und von Den norske Forfatterforening. Ihre konservative Einstellung verband sie mit Knut Hamsun. Während des Zweiten Weltkriegs stand sie auf der Seite Norwegens.
Barbra Ring starb am 16. Mai 1955 in Oslo.
Barbra Ring war eine Urenkelin von Hanna Winsnes (1789–1872), die das erste norwegische Kochbuch 1845 verfasst hatte. Ihre Tochter aus erster Ehe, Gerda Ring (1891–1999), war Schauspielerin am Nationaltheater in Oslo.

## Werke
- Babbens Dagbog, 1904 (deutsche Ausgabe: Die junge Barbra – Erinnerungen)
- Tertit, 1905
- Lillefru Tertit, 1906
- Vildbasser, 1906
- Tvillingerne og andre barn, 1907
- Anne Karine Corvin, 1907 (deutsche Ausgabe: Anne Karine Corvin. Erzählung.)
- Fjeldmus paa utenlands-reise, 1908
- To Aar efter, 1908 (Fortsetzung zu "Anne Karine Corvin")
- By-Petra og Land-Petra (deutsche Ausgabe: Petra – Die Geschichte eines jungen Mädchens)
- Fnugg, 1909
- Riebes paa Star, 1910
- Da Peik skulde gjøre sin Lykke, 1910
- Peik, 1911 (deutsche Ausgabe: Peik – Die Geschichte eines kleinen Jungen)
- Billet mrk. "286". En Fortælling om en ung Pige, 1911
- Fra Hanna Winsnes' Prestegaard, 1911
- Den rette, 1912
- Den kjærligheten, 1913 (deutsche Ausgabe: Ja. ja, die Liebe)
- Rædharen, 1913
- Jomfruen, 1914 (deutsche Ausgabe: Die Jungfrau, 1917)
- Før kulden kommer, 1915
- Under seil, 1916
- Veien, 1917 (deutsche Ausgabe: Der Weg, 1933 by Verlag „Das Bergland=Buch“)
- Fjeldmus og andre fortællinger (illustriert von Severin Segelcke), 1918 (deutsche Ausgabe: Feldmaus: Eine Erzählung für Kinder.)
- Vildbasser og andre Fortællinger. Rædharen, 1919
- Guldkappen, 1919
- To, 1920
- Mennesket Fernanda Nissen, 1921
- Kredsen, 1921 (deutsche Ausgabe: Der Kreis)
- Kongens hjerte. Eventyrspil for barn, 1922. (Aufführung vom Nationaltheatret)
- Søstre, 1922 (deutsche Ausgabe: Die Schwester aus Paris)
- En mand, 1923
- For hundrede Aar siden. Hanna Winsnes og Hendes., 1924
- Unge fruer, 1924
- Vi fraskilte barn. Ved et av dem, 1924
- Vi som vandrer, 1926
- Kvinde, 1927
- Lille-Mette, 1928 (deutsche Ausgabe: Klein Mette. Roman.)
- Dengang da jeg var pige, 1928
- Minder og små bekjendelser, 1929
- Nu, 1930
- Eldjarstad, 1931 (deutsche Ausgabe: Die Tochter von Eldjarstad)
- Et år gikk rundt, 1932
- Elven strømmer, 1933
- Chansen, 1934
- Jolle, 1934
- Leken på Ladeby, 1936 (deutsche Ausgabe: Das Spiel auf Ladeby)
- Leken blir liv, 1937 (deutsche Ausgabe: Das Spiel wird Leben)
- Marcus Gjøgs medaljong, 1938
- Farlig start, 1939 (deutsche Ausgabe: Gefährlicher Start)
- Sånn er Norge, 1940 (deutsche Ausgabe: Das ist Norwegen (Novellen und Skizzen))
- Mellom venner og fiender, 1947 (Erinnerungen, 1947)